# ナミノコ
ナミノコ（波の子、Donax）属は、フジノハナガイ科に属する二枚貝で、西日本の砂浜で普通に見られるナミノコガイ(Donax cuneatus)や主に東日本で見られるフジノハナガイ(Donax semigranosus)、九州などで見られる小型の種キュウシュウナミノコ(Donax kiusiuensis)およびリュウキュウナミノコ(Donax faba)が含まれる。日本ではLatona属やChion属に分類されてきたが、近年では欧米の種とまとめてDonax属に含めて記されることが多い。中名 斧蛤(fǔgé)。

## 外観

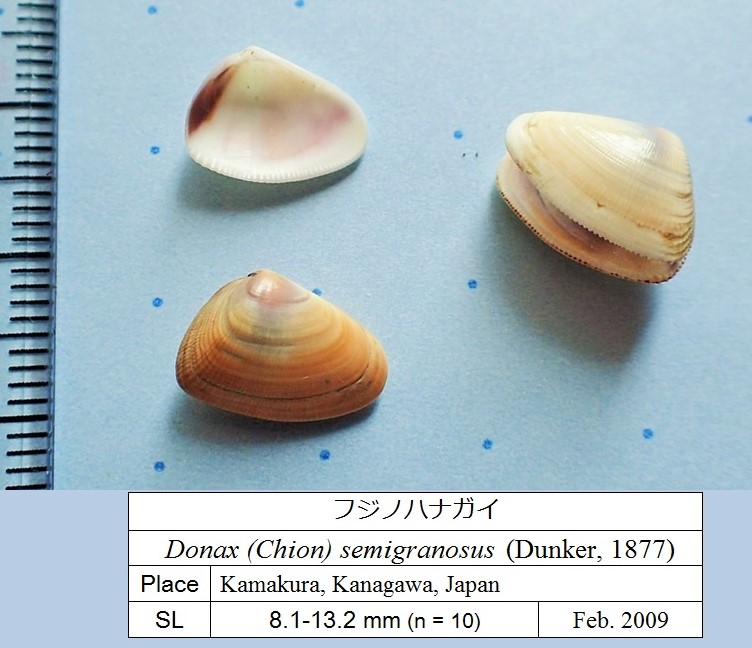
フジノハナガイ "Donax (Chion) semigranotus"

三角形に近い形をして殻長は1～3cmで殻幅は薄い。殻頂は後方に寄る。色や模様は変異が多い。ふたまたに分かれた水管と、長い足をもつ。殻内面は紫色を帯びることが多く、外套線の湾入は深い。

## 生態
日本では本州以南の各地の砂浜で普通に見られる。ナミノコガイとフジノハナガイは、砂浜に波が寄せるとき突然砂中からおどり出て波に乗り、満潮のときは高い位置で、引潮のときは低い位置ですばやく砂浜にもぐることによって、潮の干満に応じて砂浜を上下する。キュウシュウナミノコとリュウキュウナミノコは波乗りをしない。種によって棲み分けられる傾向があり、ひとつの浜には同じ種が多数見られることが多い。始新世の地層から化石が見つかっている。

## 人との関係
砂浜で波に乗って多数の貝が移動するのが見られるため、古来から「波の子」や「波遊び」と呼ばれてきた。一般には市場に流通しないが、濃厚な旨みがあり、良い出汁が出て美味。大西洋産のナミノコ類はcoquinaと呼ばれる。

## 種

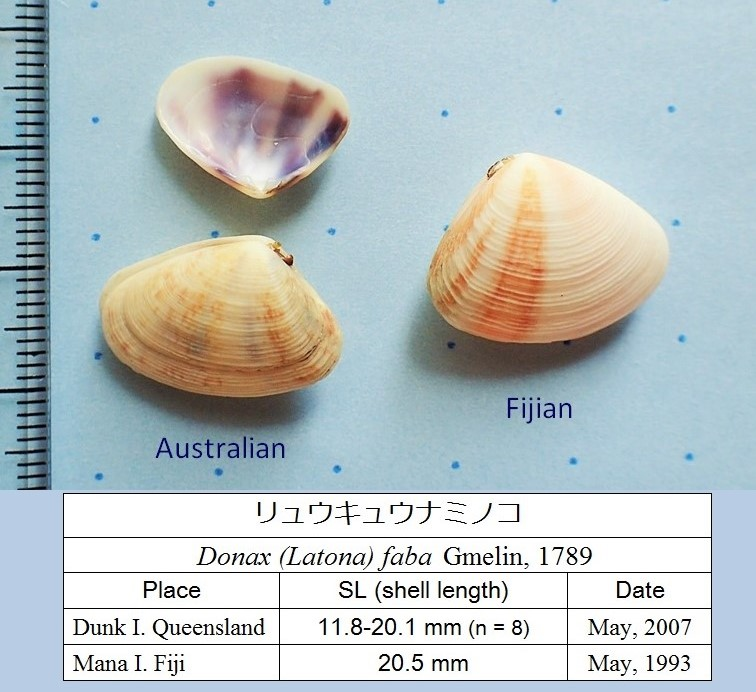
リュウキュウナミノコ

日本産のDonax属の貝には、以下の種がある。
- フジノハナガイ Donax semigranosus
- ナミノコガイ Donax cuneatus
- キュウシュウナミノコ Donax kiusiuensis
- リュウキュウナミノコ Donax faba

欧米産の種を以下に一例として記したが、日本産に比べて横に長い形をした種が多い。
- Donax trunculus Linnaeus, 1758
- Donax variabilis Say, 1822
- Donax variegatus (Gmelin, 1791)